# Opakau Island
Opakau Island ist eine Insel vor Great Barrier Island im Norden der Nordinsel von Neuseeland.

## Geographie
Die Insel befindet sich westlich von Great Barrier Island im Einzugsgebiet des Cradock Channel, rund 630 m von der Küste entfernt. Mit einer Höhe von zwischen 20 m und 40 m erstreckt sich die Insel über eine Fläche von rund 2,9 Hektar. Dabei misst sie rund 380 m in Nordnordwest-Südsüdost-Richtung und kommt auf eine maximale Breite von rund 140 m in Südwest-Nordost-Richtung.
Südlich von Opakau Island ist in einer Entfernung von rund 1,55 km Rangiahua Island zu finden sowie die weniger als 200 m daneben in westnordwestlicher Richtung befindliche Insel Motutaiko Island.
Die Insel ist zur Hälfte mit Bäumen und Büschen bewachsen.